# Barbados nos Jogos Paralímpicos
Barbados participou pela primeira vez dos Jogos Paralímpicos em 2000. Por outro lado, Barbados nunca participou das edições dos Jogos Paralímpicos de Inverno.